# Марко Милачић
Марко Милачић (Титоград, 22. мај 1985) је политичар и бивши народни посланик у Скупштини Црне Горе. Оснивач и председник је странке Права Црна Гора. Кандидовао се за предсједника Црне Горе 2018. године и добио је 2.8% гласова.

## Биографија
Милачић је рођен 22. маја 1985. године у Подгорици (тадашњем Титограду) где је завршио основну и средњу школу.
Завршио је основне и специјалистичке студије на Факултету политичких наука Универзитета Црна Гора, смјер новинарство, а на истом факултету је магистрант на смјеру међународни односи.
Писао је текстове за независни недјељник „Монитор”. Стални је дописник регионалног политичког магазина „Недељник”. Радио је за РТЦГ, гдје је неколико година био новинар и презентер у спољнополитичкој редакцији. Био је и један од уредника спољнополитичког магазина „Глобус”. Говори српски и енглески.

### Идентитет
Милачић је у вријеме референдума (2006) подржавао опцију за независност Црне Горе и на пописима становништва се увијек изјашњавао као Црногорац по националности. Априла 2018. године је изјавио да иако поштује независност да етнички припада српском идентитету. Следеће године јавно је указао на значај пописа који ће у Црној Гори бити спроведен 2021. године, не прецизирајући како ће се изјаснити у националном смислу.